# 晏其列扶站
晏其列扶站是雪梨城市鐵路的東郊及伊拉瓦拉線的一個沿線車站，服務於悉尼的晏其列扶市區。

## 月台服務
大部份時間每小時會在2班列車，星期一至五的繁忙時間會加設班次。
1號月台
- 東郊及伊拉瓦拉線 — 往邦迪聯運。

2號月台
- 東郊及伊拉瓦拉線 — 往瀑布。

3號月台
- 東郊及伊拉瓦拉線 — 往邦迪聯運。

4號月台
- 東郊及伊拉瓦拉線 — 往瀑布。

## 傷殘人士設施
該站不設升降機等傷殘人士設施，但車站在開放時間會在職員當值。

## 接駁交通
Sydney Buses runs one route via Arncliffe station:
- Route 471 - South to Rockdale station,  North to Five Dock via Turrella, Bardwell Park, Earlwood, Canterbury, Ashbury, Ashfield, Haberfield, Rodd Point

## 外部連結
| 往都會區 | 往都會區 | 路線             | 往外城 | 往外城   |
| 渦拉溪   | ←        | 東郊及伊拉瓦拉線 | →      | 班克斯亞 |